# Lantfarkúmadár-félék
A lantfarkúmadár-félék (Menuridae) a madarak osztályának verébalakúak (Passeriformes) rendjébe tartozó család. Egy nem és két faj tartozik a családba.

## Előfordulásuk
Ausztráliában honos, erdők és bozótosok lakói.

## Megjelenésük
Nagy, fácánszerű madarak, csüdjük magas, szárnyuk rövid. Farkuk hosszú, a hímeknél 16, a nőstényeknél 12 kormánytollal, melyek felfelé állnak és egyesek S alakban meggörbültek, és így együttvéve sajátságos lantalakot mutatnak.
|  |

## Életmódjuk
A talaj szintjén vadásznak állati eredetű táplálékukra.

## Rendszerezés
A családba az alábbi nem és 2 faj tartozik:
- Menura  (Latham, 1802) – 2 faj.
  - vörhenyes lantfarkúmadár (Menura alberti)
  - pompás lantfarkúmadár (Menura novaehollandiae)

## Érdekességek
A lantfarkú madárnak jó hangutánzó képessége van, párkereséskor legalább húszféle madárfaj hangját utánozza. De képes kutyaugatás, tapsolás, sőt láncfűrész, emberi beszéd, autóriasztó vagy fényképezőgép hangjának utánzására is.